# Ликвидность
Ликви́дность (от лат. liquidus «жидкий, перетекающий») — свойство активов быть быстро проданными по цене, близкой к рыночной. Ликвидный — обращаемый в деньги. Бывают высоколиквидные, низколиквидные и неликвидные ценности (активы). Чем легче и быстрее можно обменять актив с учётом его полной стоимости, тем более ликвидным он является. Для товара ликвидность будет соответствовать скорости его реализации по номинальной цене, без дополнительных скидок. Различают следующие виды ликвидности: ликвидность активов, банков, денег, предприятий, рынка, ценных бумаг.

## Определение
Согласно БРЭ, ликвидность — это характеристика экономического объекта или процесса, описывающая возможность быстро и беспрепятственно осуществить те или иные экономические операции с ним.
Ликвидность определяется как свойство актива быть быстро проданным по цене, близкой к рыночной цене.
С точки зрения кредитора, ликвидность актива определяется возможностью его использования для погашения обязательств владельца актива.

## Виды ликвидности
Согласно БРЭ, различают следующие виды ликвидности:
- ликвидность денег;
- ликвидность активов;
- ликвидность банков;
- ликвидность банковской системы;
- ликвидность рынков;
- ликвидность предприятия;
- международная ликвидность.

## Ликвидность актива
Например, активы предприятия, отражаемые в бухгалтерском балансе, имеют разную ликвидность (по убыванию):
- денежные средства на счетах и в кассах предприятия
- банковские векселя, государственные ценные бумаги
- текущая дебиторская задолженность, займы выданные, корпоративные ценные бумаги (акции предприятий, котирующихся на бирже, векселя)
- запасы товаров и сырья на складах
- машины и оборудование
- здания и сооружения
- незавершённое строительство

## Ликвидность предприятия
Одной из задач анализа финансового состояния предприятия является оценка его платёжеспособности и ликвидности.
Инструментами оценки ликвидности могут быть коэффициенты ликвидности — финансовые показатели, рассчитываемые на основании отчётности предприятия для определения номинальной способности компании погашать текущую задолженность за счёт имеющихся текущих активов.
На практике расчёт коэффициентов ликвидности сочетается с модификацией бухгалтерского баланса компании, цель которой — в адекватной оценке ликвидности тех или иных активов.
Например, часть товарных остатков может иметь нулевую ликвидность; часть дебиторской задолженности может иметь срок погашения более одного года; выданные займы и векселя формально относятся к оборотным активам, но фактически могут быть средствами, переданными на длительный срок для финансирования связанных структур. Такие составляющие баланса выносятся за пределы оборотных активов и не учитываются при расчёте показателей ликвидности.
На практике принято выделять 4 группы ликвидности активов:
- А1 — наиболее ликвидные активы,
- А2 — быстро реализуемые активы,
- А3 — медленно реализуемые активы,
- А4 — трудно реализуемые активы.

Деление производится с целью определения ликвидности предприятия или ликвидности бухгалтерского баланса. Для этого источники финансирования разделяют на 4 группы:
- П1 — наиболее срочные обязательства,
- П2 — краткосрочные пассивы,
- П3 — долгосрочные пассивы,
- П4 — постоянные пассивы.

Предприятие ликвидно, если А1 ≥ П1, А2 ≥ П2, А3 ≥ П3, А4 ≤ П4.
На основании вышеуказанных групп рассчитываются показатели ликвидности.

### Текущая ликвидность
Коэффициент текущей ликвидности или коэффициент покрытия (англ. Current ratio, CR) — финансовый коэффициент, равный отношению текущих (оборотных) активов к краткосрочным обязательствам (текущим пассивам). Источником данных служит бухгалтерский баланс компании (форма № 1): (Строка 1200) / (строка 1500-1530-1540).
Ктл = (ОА — ЗУ) / КО
или
К = (А1 + А2 + А3) / (П1 + П2)
где: Ктл — коэффициент текущей ликвидности;
ОА — оборотные активы;
ЗУ — задолженность учредителей по взносам в уставный капитал;
КО — краткосрочные обязательства.
Коэффициент отражает способность компании погашать текущие (краткосрочные) обязательства за счёт только оборотных активов. Чем показатель больше, тем лучше платёжеспособность предприятия. Принимая во внимание степень ликвидности активов, можно предположить, что не все активы можно реализовать в срочном порядке. Нормальным считается значение коэффициента от 1.5 до 2.5, в зависимости от отрасли. Значение ниже 1 говорит о высоком финансовом риске, связанном с тем, что предприятие не в состоянии стабильно оплачивать текущие счета. Значение более 3 может свидетельствовать о нерациональной структуре капитала.

### Быстрая ликвидность
Коэффициент быстрой (срочной) ликвидности (англ. Quick ratio, Acid test, QR) — финансовый коэффициент, равный отношению высоколиквидных текущих активов к краткосрочным обязательствам (текущим пассивам). Источником данных служит бухгалтерский баланс компании аналогично, как для текущей ликвидности, но в составе активов не учитываются материально-производственные запасы, так как при их вынужденной реализации, убытки будут максимальными среди всех оборотных средств.
Кбл = (Текущие активы — Запасы) / Текущие обязательства
или
Кбл = (Краткосрочная дебиторская задолженность + Краткосрочные финансовые вложения + Денежные средства)/(Краткосрочные пассивы — Доходы будущих периодов — Резервы предстоящих расходов)
или
К = (А1 + А2) / (П1 + П2)
Коэффициент отражает способность компании погашать свои текущие обязательства в случае возникновения сложностей с реализацией продукции. Строки баланса (1230+1240+1250) / (1500-1530-1540).

### Абсолютная ликвидность
Коэффициент абсолютной ликвидности (англ. Cash ratio) — финансовый коэффициент, равный отношению денежных средств и краткосрочных финансовых вложений к краткосрочным обязательствам (текущим пассивам). Источником данных служит бухгалтерский баланс компании аналогично, как для текущей ликвидности, но в составе активов учитываются только денежные и приравненные к ним средства: (1250+1240) / (1500-1530-1540).
 Кал = А1/(П1+П2)
Кал = (Денежные средства + краткосрочные финансовые вложения) / Текущие обязательства
или
Кал = (Денежные средства + краткосрочные финансовые вложения) / (Краткосрочные пассивы — Доходы будущих периодов — Резервы предстоящих расходов)
Считается, что нормальным значение коэффициента должно быть не менее 0,2, то есть каждый день потенциально могут быть оплачены 20 % срочных обязательств.
Он показывает, какую часть краткосрочной задолженности предприятие может погасить в ближайшее время.

## Ликвидность рынка
Рынок считается высоколиквидным, если на нём регулярно в достаточном количестве заключаются сделки купли-продажи обращающихся на этом рынке товаров и разница в ценах заявок на покупку (цена спроса) и продажу (цена предложения) невелика. Каждая отдельная сделка на таком рынке обычно не способна оказать существенного влияния на цену товара.
Показателем ликвидности рынка является параметр «чёрн» (англ. churn) — соотношение между объемом заключенных контрактов (открытых позиций) и стоимостью физических объемов поставленных по ним товаров с конкретной торговой площадки (отношение всего реализованного товара к объему его физической поставки). Общепринято, что ликвидные рынки начинаются со средневзвешенного уровня «чёрна» от 15 и выше.

## Ликвидность ценных бумаг
Ликвидность фондового рынка обычно оценивают по количеству совершаемых сделок (объём торгов) и величине спреда — разницы между максимальными ценами заявок на покупку и минимальными ценами заявок на продажу (их можно увидеть в стакане торгового терминала). Чем больше сделок и меньше разница, тем больше ликвидность.
Существует два основных принципа совершения сделок:
- котировочный — выставление собственных заявок на покупку или продажу с указанием желательной цены.
- рыночный — выставлением заявок для моментального исполнения по текущим ценам спроса или предложения (удовлетворение котировочных заявок с лучшей текущей ценой).

Котировочные заявки формируют моментальную ликвидность рынка — автор указывает объём, желаемую цену и ждёт удовлетворения заявки, позволяя другим участникам торгов в любой момент времени купить (или продать) определённое количество актива по оговоренной автором заявки цене. Чем больше котировочных заявок выставлено по торгуемому активу, тем выше его моментальная ликвидность.
Рыночные заявки формируют торговую ликвидность рынка — автор указывает объём, цена формируется автоматически на основе лучших цен из текущих котировочных заявок, что позволяет авторам котировочных заявок купить (или продать) определённое количество актива. Чем больше рыночных заявок приходится на инструмент, тем выше его торговая ликвидность.

## Ликвидность денег
В отношении денег, ликвидность — возможность использования в качестве средства платежа и способность сохранять свою номинальную стоимость неизменной.
Обычно деньги обладают самой большой ликвидностью в рамках конкретной экономической системы. Но не всегда деньги могут быстро обмениваться на товары. Например, резервные требования центральных банков не позволяют направить в оборот все банковские средства. Увеличение или уменьшение резервных требований сковывают или высвобождают соответствующее количество денег.

## Ликвидность банка
Когда банк выдаёт кредит, уменьшается количество хранимых в банке денег. Чем больше средств выдано, тем больше риск того, что для возврата депозита денег может не хватить. В этом случае говорят о снижении ликвидности в банке. Для её повышения служат обязательные резервы. Банк также может обратиться в Центральный банк с просьбой о временном займе, который будет рассматриваться как «дополнительная ликвидность». Наличие излишней ликвидности в банках стимулирует их к размещению средств, в том числе в ценные бумаги. Снижение банковской ликвидности может приводить к распродаже части активов, например, ценных бумаг.